# Міндунок Солотвинський
Міндуно́к Соло́твинський (Соло́твино) — залізнична станція вузькоколійної залізниці в Україні; а також лісоділянка і напізакинуте селище лісорубів. Розташована в Калуському районі Івано-Франківської області, на правому березі Мізуньки, в місці впадіння у неї річки Соболь. 
До Міндунка курсує Карпатський трамвай. Тут залізнична колія розходиться — основна гілка продовжується до урочища Сенечів, а на захід вздовж річки Соболь йде відгалуження до лісоділянки Соболь і заповідного урочища «Соболь».

## Дивись також
- Міндунок Бескидський